# Port lotniczy Waziani
Port lotniczy Waziani – port lotniczy zlokalizowany w mieście Tbilisi (Gruzja). Używany jest obecnie do celów wojskowych.